# Metropolia lusacka
Metropolia lusacka – jedna z 3 metropolii Kościoła rzymskokatolickiego w Zambii. Została ustanowiona 25 kwietnia 1959.

## Diecezje
- Archidiecezja lusacka
  - Diecezja Chipata
  - Diecezja Livingstone
  - Diecezja Mongu
  - Diecezja Monze

## Metropolici
- Adam Kozłowiecki (1959-1969)
- Emmanuel Milingo (1969-1983, zlaicyzowany i ekskomunikowany[1])
- Adrian Mung’andu (1984-1996)
- Medardo Joseph Mazombwe (1996-2006)
- Telesphore George Mpundu (2006-2018)
- Alick Banda (od 2018)